# Humildade epistêmica
Na filosofia da ciência, a humildade epistêmica caracteriza-se por uma abordagem de observação científica enraizada no reconhecimento de que o conhecimento do mundo é interpretado, estruturado e filtrado pelo observador. Nesse sentido, todo e qualquer pronunciamento científico deve ser construído sobre o reconhecimento da incapacidade da observação de compreender o mundo em sua essência. O conceito é frequentemente atribuído às tradições do idealismo alemão, particularmente ao trabalho de Immanuel Kant e ao empirismo britânico, incluindo as obras de David Hume. Outras histórias do conceito traçam sua origem na teoria da sabedoria da humildade atribuída a Sócrates na Apologia, escrito por Platão.
James Van Cleve descreve a versão kantiana da humildade epistêmica – ou seja, que não temos conhecimento das coisas em seus “aspectos não relacionais ou ' em si mesmas'” – como uma forma de estruturalismo causal. Mais recentemente, o termo apareceu nos estudos da teoria pós-colonial e da teoria crítica para descrever uma posição de sujeito de abertura a outras formas de “conhecer” para além das epistemologias que derivam da tradição ocidental.